# Jean Collas
Jean Collas (3 de julho de 1874 - 30 de dezembro de 1928) foi um competidor de cabo de guerra e atleta de rugby union francês. Ele competiu nos Jogos Olímpicos de Verão de 1900, tendo conquistado a medalha de ouro na competição de rugby, bem como a medalha de prata na competição de cabo de guerra, ambas como membro da equipe francesa.